# Þorsteinn Erlingsson
Þorsteinn Erlingsson, född 1858, död 1914, var en isländsk poet.
Þorsteinn Erlingsson livnärde sig torftigt efter studentexamen och juridiska studier genom tidningsutgivning i en isländsk småstad, erhöll sedan understöd av isländska staten, och levde i Reykjavik. Som en god språkbehandlare är han främst känd för sin ömsinta lyrism. Hans dikter finns samlade under titeln Thyrnar ("Törnen", 1897 och 1905).